# اچ‌ام‌اس ردوینگ (۱۸۰۶)
اچ‌ام‌اس ردوینگ (۱۸۰۶) (به انگلیسی: HMS Redwing (1806)) یک کشتی بود. این کشتی در سال ۱۸۰۶ ساخته شد.